# 大果罗浮槭
大果罗浮槭（学名：Acer fabri var. megalocarpum）为槭树科枫属下的一个变种。

## 扩展阅读
- 維基物種上的相關：大果罗浮槭